# 伏見桃山城キャッスルランド
伏見桃山城キャッスルランド（ふしみももやまじょうキャッスルランド）は、かつて京都府京都市伏見区の桃山丘陵にあった近鉄グループ（近畿日本鉄道子会社の株式会社桃山城が運営）の遊園地である。

## 概要
1964年（昭和39年）にオープン。敷地面積は約10万平方メートル。林原美術館所蔵の洛中洛外図の伏見城を参考に、5重6階の天守と3重4階の小天守、櫓門をともなった「桃山城」模擬天守（鉄筋コンクリート構造）が設計、建築され、ジェットコースター、ゴーカートなどの遊戯施設およびプール、資料館、展望閣などがあった。入園料は大人800円、中高生600円、3歳以上500円だった（1998年時点）。
開園から「お城のある遊園地」として人気となり、年間入場者は、ピークの1978年（昭和53年）に約96万人となった。しかしUSJのオープンなどレジャーの多様化や少子化などで入場者数が減少しはじめ、「SARASA」と呼ばれるプールのオープン、平日の入場料値下げなど経営合理化に努めたが、2001年には、年間入園者は約25万人となり、債務超過は約8億円、営業継続は困難と判断され2003年（平成15年）1月31日に閉園した。運営の桃山城は2003年（平成15年）6月12日に解散した。跡地は京都市により伏見桃山城運動公園として整備されたほか、解体予定だった模擬天守は地元の要望もあり残されることとなった。ただし2012年現在、耐震強度が基準に満たしていない可能性があり危険なため、城内には立ち入りできない。

## 交通
以下は営業当時のものである。
- 近鉄京都線 桃山御陵前駅から近鉄バスで5分（閉園と同時に路線も廃止）。
  - 京阪本線 伏見桃山駅から桃山御陵前駅までは徒歩3分。
- JR奈良線 桃山駅などから徒歩。

## ギャラリー

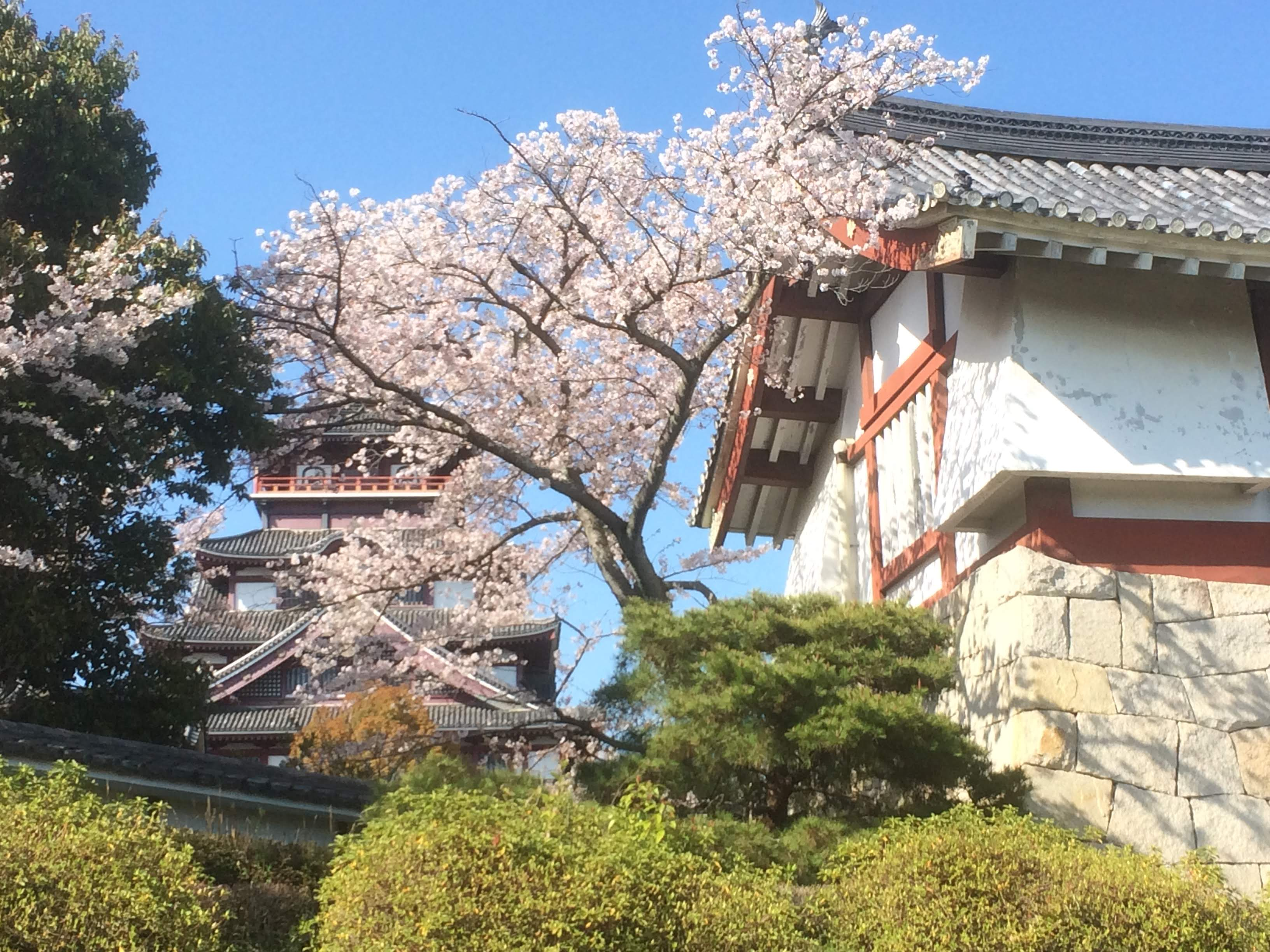
城門と桜
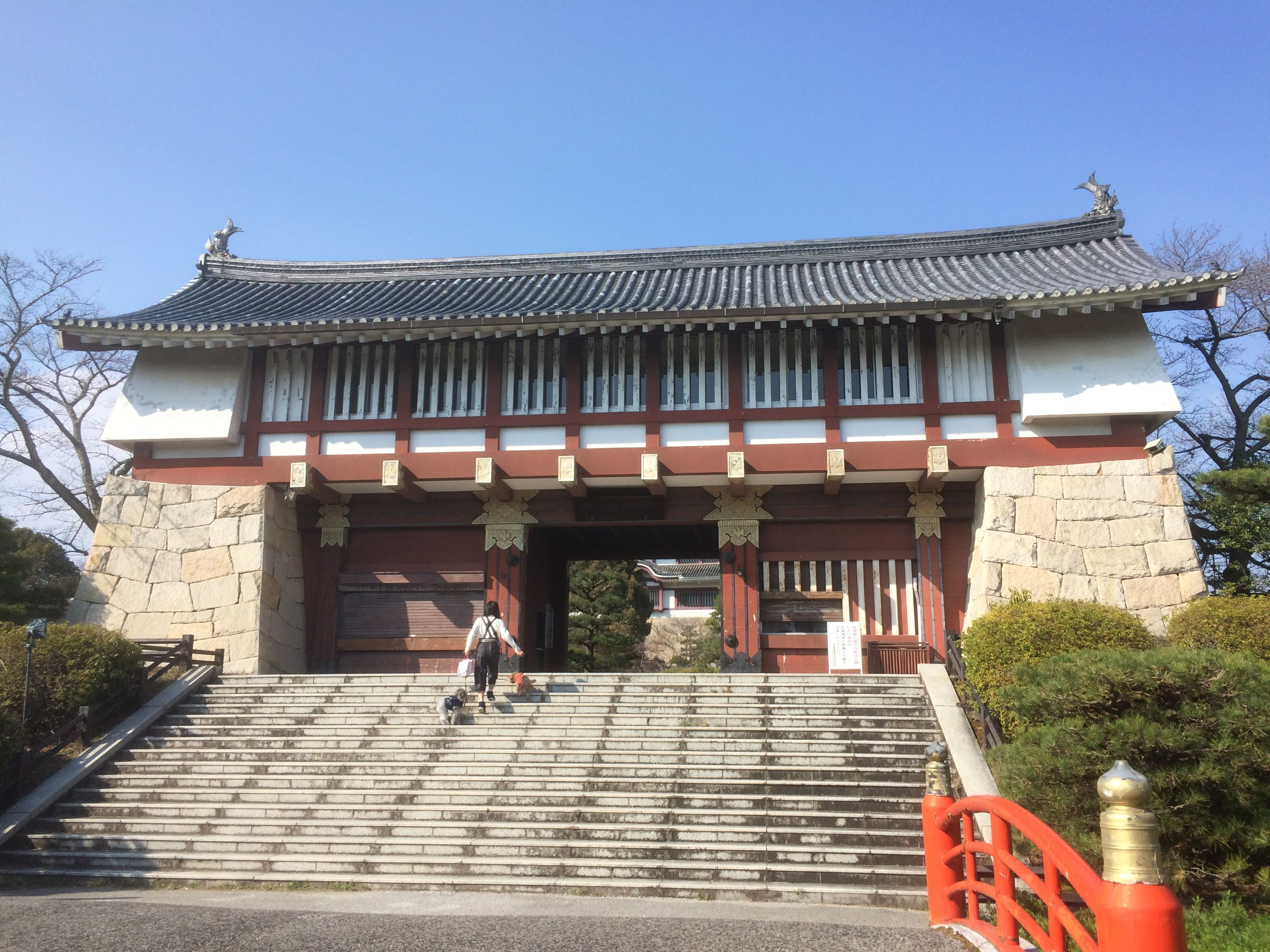
城門
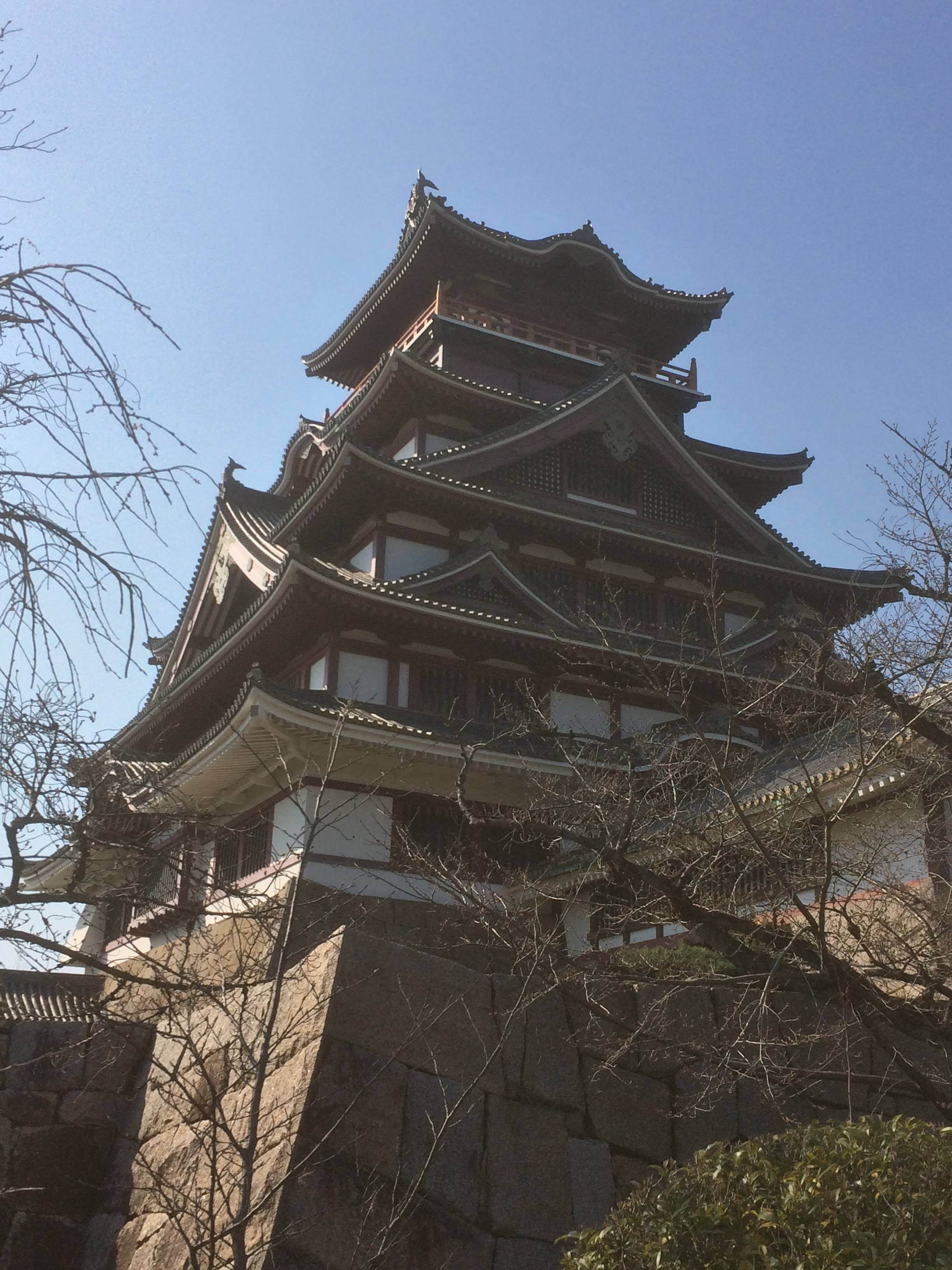
模擬天守
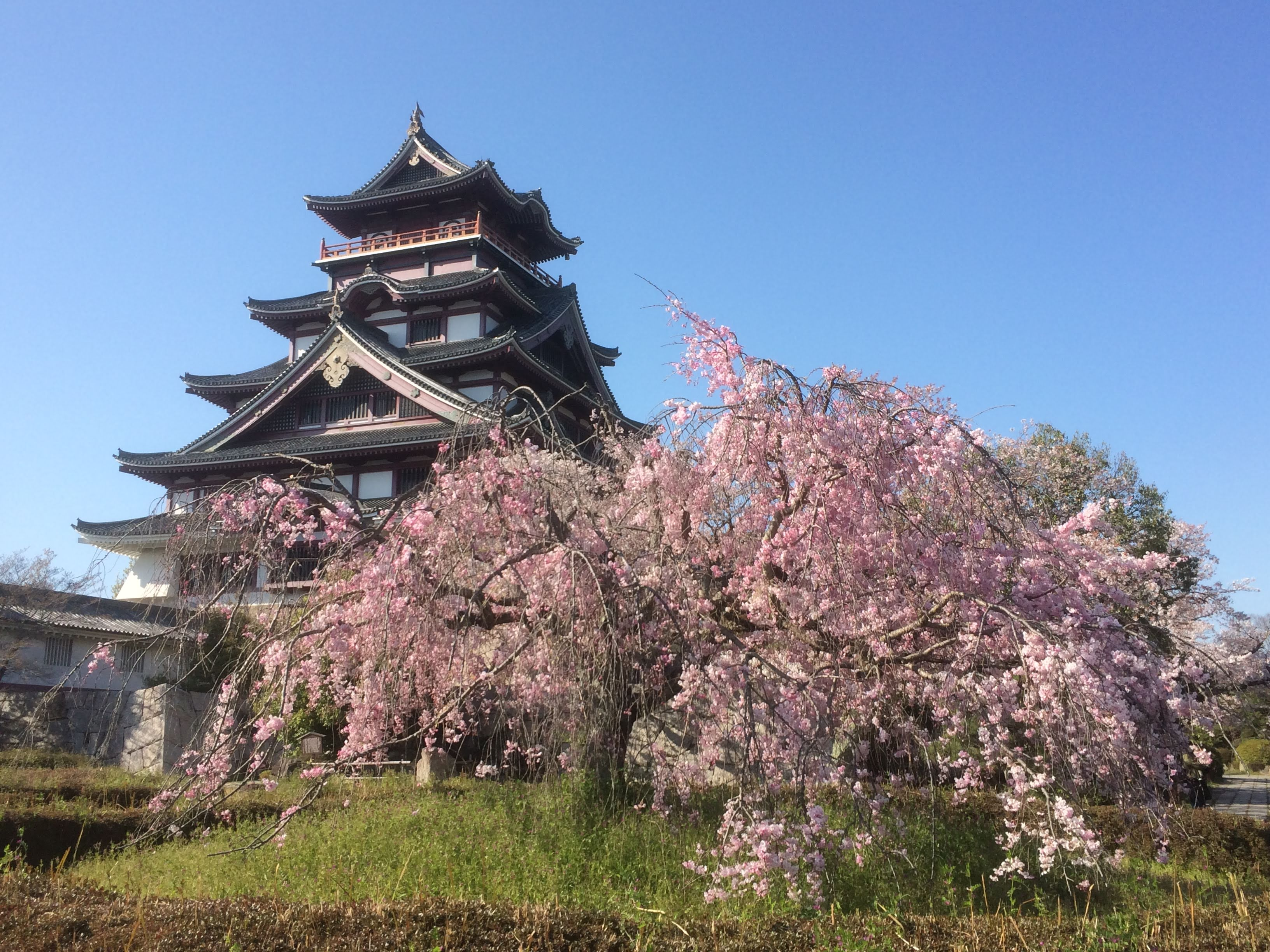
模擬天守と桜